# Thyretes misa
Thyretes misa är en fjärilsart som beskrevs av Embrik Strand 1911. Thyretes misa ingår i släktet Thyretes och familjen björnspinnare. Inga underarter finns listade i Catalogue of Life.